# 席固
席固（504年—564年），字子坚，南北朝時代安定郡人。
席固高祖父席衡因后秦之乱，寓居襄陽，成为襄阳著姓。南梁大同年間，席固为齐兴郡太守，侯景之乱时，席固有亲兵千余人。梁元帝在江陵嗣帝位，席固转任興州刺史。大統十六年（550年），归顺西魏。受到宇文泰礼遇，任命为使持節、驃騎大将軍、開府儀同三司、大都督、侍中、丰州刺史，封新丰县公，邑二千户。後转任湖州刺史。他自请入觐，進爵静安郡公。不久拜昌归宪三州诸军事、昌州刺史。北周保定四年（564年），在昌州去世，享年六十一岁。追贈大将軍、襄唐丰郢复五州刺史，谥肃。

## 子
- 席世雅，嗣爵，字彦文，官至順直二州刺史、大将軍
- 席世英，官至上開府儀同大将軍